# John B. Anderson
John Bayard Anderson, född 15 februari 1922 i Rockford, Illinois, död 3 december 2017 i Washington, D.C., var en amerikansk politiker. Han representerade delstaten Illinois 16:e distrikt i Representanthuset 1961–1981. Han valdes tio gånger till Kongressen som republikan och kandiderade sedan som oberoende i presidentvalet 1980.

## Bakgrund
Anderson föddes den 15 februari 1922 i Rockford, Illinois som son till Ernest Albin Anderson och Mabel Edna (född Ring). Hans föräldrar var båda svenska invandrare. Hans far föddes 1885 i Eriksbergs socken, Västergötland. Hans mor föddes 1886 i Stillman Valley, Illinois, hennes far var född i Rydaholms socken, Småland.
I sin ungdom arbetande han i familjens livsmedelsbutik. Han tog examen som valedictorian i sin klass (1939) vid Rockford Central High School. 
Anderson studerade juridik vid University of Illinois och Harvard Law School. Han deltog i andra världskriget i USA:s armé och undervisade vid Northeastern University School of Law i Boston.
Han tog examen från University of Illinois at Urbana-Champaign 1942 och började på juridik, men hans utbildning avbröts av Andra världskriget. Han tog värvning i armén 1943 och tjänstgjorde som stabssergeant i U.S. Field Artillery i Frankrike och Tyskland fram till slutet av kriget, och fick fyra tjänstestjärnor. Efter kriget återvände Anderson för att slutföra sin utbildning och fick en Juris Doctor (J.D.) från University of Illinois College of Law 1946.
Anderson antogs till advokatsamfundet i Illinois samma år och praktiserade juridik i Rockford. Strax efter flyttade han österut för att gå på Harvard Law School och erhöll en Master of Laws (LL.M.) 1949. Medan han var på Harvard, tjänstgjorde han på fakulteten vid Northeastern University School of Law i Boston. I en annan kort återkomst till Rockford praktiserade Anderson på advokatfirman Large, Reno & Zahm (nu Reno & Zahm LLP). Därefter gick Anderson med i utrikestjänsten. Från 1952 till 1955 tjänstgjorde han i Berlin, som ekonomisk rapportör i Eastern Affairs Division, som rådgivare i personalen hos USA:s högkommissarie för Tyskland. I slutet av sin turné lämnade han utrikestjänsten och återvände åter till utövandet av juridik i Rockford.

## Karriär
År 1960 blev Anderson för första gången invald i representanthuset som republikan. Han var länge en konservativ republikan men blev alltmer moderat i början av 1970-talet. Efter valförlusten i republikanernas primärval inför presidentvalet 1980 lämnade han partiet och kandiderade som obunden. Republikanernas kandidat Ronald Reagan vann valet, demokraten Jimmy Carter kom på andra plats och Anderson långt bakom de stora partierna som tredje med 6,6 procent av rösterna utan att vinna en enda elektorsröst. Patrick Joseph Lucey, tidigare guvernör i Wisconsin, var Andersons vicepresidentkandidat.